# Tjicoppo

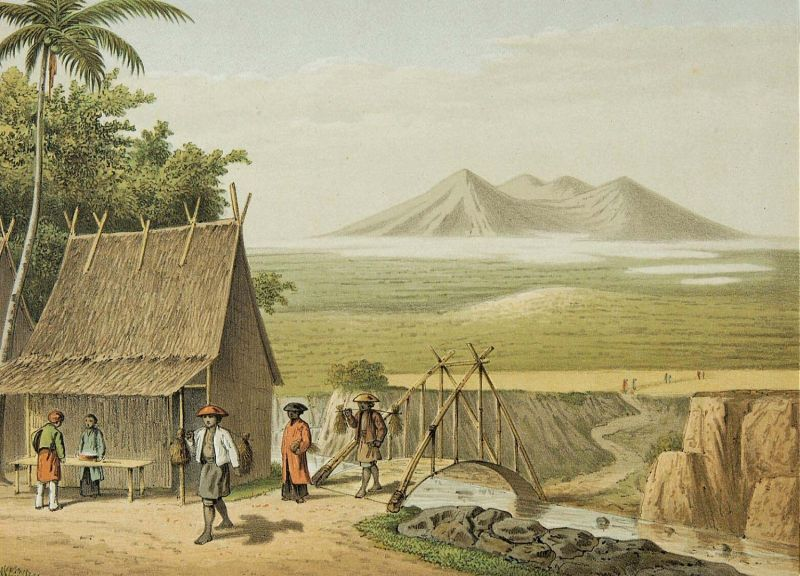
Omgeving van Buitenzorg

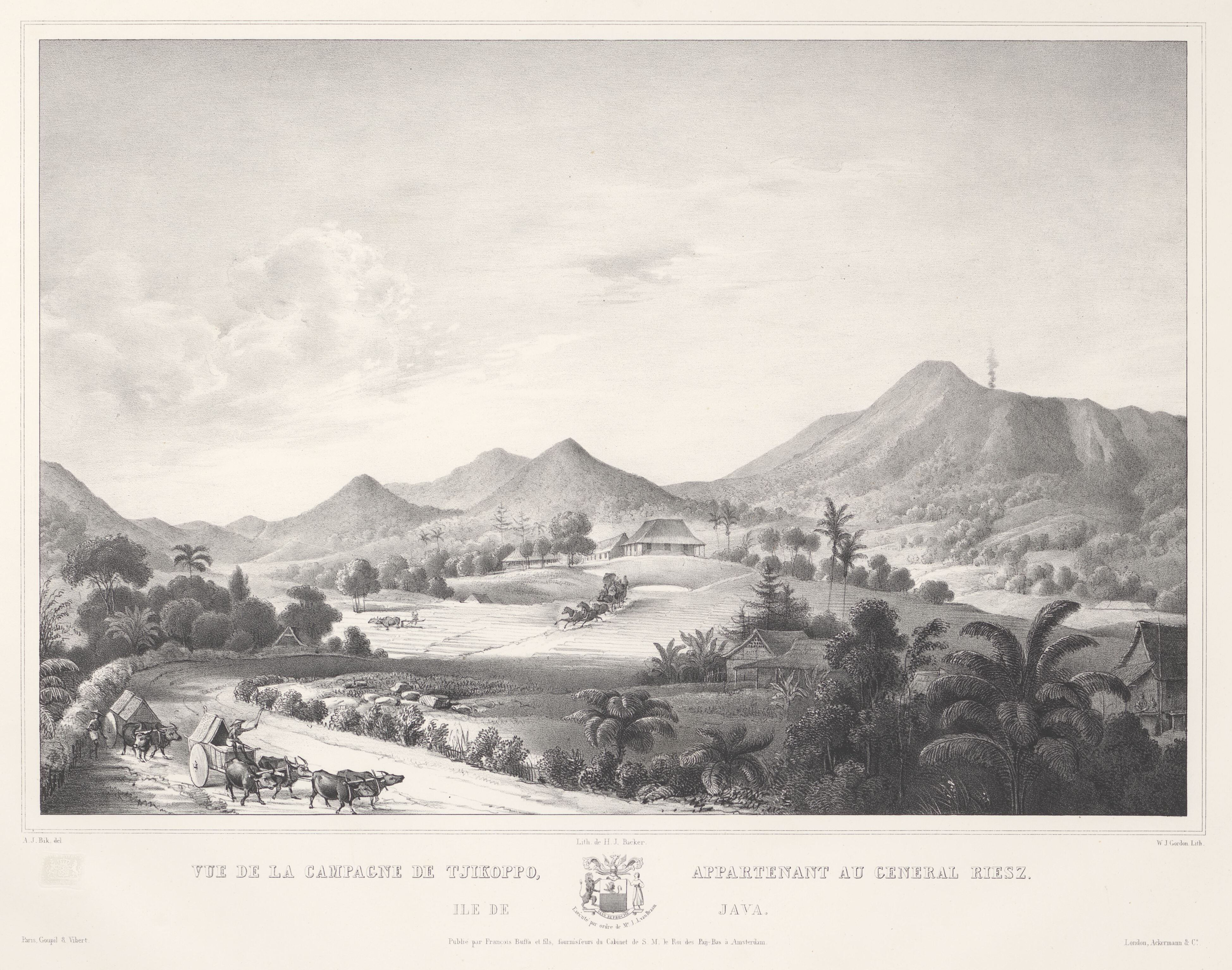
Landgoed Tjicoppo in Buitenzorg

Tjicoppo (Tjicoppo Maijak) was een landgoed, gelegen nabij Buitenzorg, onder meer het bezit van John Ricus Couperus, een Nederlands jurist, lid van de raad van justitie te Padang en Batavia en lid van het Hoog Militair Gerechtshof van Nederlands-Indië. Couperus was de vader van de schrijver Louis Couperus, die aldaar zijn jeugd doorbracht.

## Beschrijving
Het landgoed Tjicoppo bestond uit cultuurlandschap, waar onder meer koffie en thee (Tjicoppo Maijak) werden verbouwd. Het had een grootte (in 1893) van 1,283 bouws en was beplant met thee- en koffieplanten en met padi. Het gebied telde (in 1886) 6 tot 7.000 zielen. Tot 1820 behoorde Tjicoppo bij de vroegere landen van Buitenzorg; dat waren: Tjiceroa, Tjicoppa (Pondok Gedeh), Tjiawie, Tjiedjeroek, Tjomas, Dermaga en Sindang Barang. Tot 1834 was Tjicoppo, samen met het landgoed Tjomas, eigendom van (de erven van) W.J. Cranssen (1762-1821) (de overgrootvader van Louis Couperus, want de schoonvader van P. Th. Couperus (1787-1811) die getrouwd was met Catharina Rica Cranssen (1795-1845); zij hertrouwde met Carel Jan Riesz, de latere eigenaar); in deze tijd werden er cultuurplanten gekweekt maar stonden er ook steen- en pannenbakkerijen op het landgoed en haalde men inkomsten uit de hout- en bamboekap.
De omgeving stond bekend als wildrijk; in 1898 schreef De Locomotief: Liefhebbers van jagers zouden hun hart op kunnen halen aan de wildrijke streek van Tjipanas (Tjicoppo), waar het wemelt van de wilde varkens. De opbrengsten van de landerijen (Tjicoppo werd nog in 1840 gelijktijdig met Tjomas genoemd) werden te Buitenzorg in het openbaar verkocht aan de meestbiedende. In deze tijd werden de opbrengsten van de arensuiker vaak verpacht. Een rapport van 24 juli 1821, opgesteld door assistent-resident van Buitenzorg, H. Mac Gillavry (1797-1835), erkende dat toen reeds de verpachting van arensuiker gebruikelijk was.

## Zaak Pieter Merkus
Alle landerijen hadden in deze tijd dezelfde rechten en regelingen. Een van die regelingen was de verpachting van arensuiker - de inning van de gehele opbrengst van de arenboom aan arensuiker door de landeigenaar.  De (niet geheel wenselijke) verpachting van de arensuiker werd bij reglement van 1836 min of meer verboden maar in de praktijk bleef deze toestand, ook op  het landgoed Tjicoppo, oogluikend bestaan. Deze zaak werd pas interessant toen Pieter Merkus, dan waarnemend gouverneur-generaal van Nederlands-Indië, in dit geval de verpachter bij notarieel contract, vóór de assistent-resident kon beslissen. Merkus werd in 1841 op vendutie van de fidei-commissionaire landen Cranssen, koper van Tjicoppo maar slechts tijdelijk eigenaar. Dit feit was voor hem belangrijk aangezien hij het gekocht had ten behoeve van de indertijd reeds voorgoed naar Europa teruggekeerde C.J. Riesz, op wiens naam koop en land dan ook werden overgeschreven en er dus geen sprake was van eigenbelang inzake de naleving van de arensuikerverpachtingen.
Merkus moest bekend zijn geweest met de regeling, aangezien hij deze indertijd zelf als lid van de Raad van Indië mede had opgesteld maar heeft zich er verder wijselijk niet mee bemoeid. Pas in 1866 werd deze regeling, blijkens het verbod door de regering gesteld, beëindigd. Overigens was de regeling niet nieuw: de gewoonte was al in gebruik in de door de Engelsen bezette Preangerlanden, die later door gouverneur-generaal G. van der Capellen werden teruggekocht. En ook na 1866 gingen de arensuikerpraktijken - zij het weer oogluikend - op de landgoederen te Buitenzorg gewoon door. In 1864 werden er ten aanzien van het beheer van Tjicoppo opnieuw vragen gesteld, nu wegens veronderstelde praktijken van herendiensten.

## Bezit van de familie Couperus
Het landgoed Tjicoppo kwam in de loop der tijd in het bezit van de familie Couperus. In het voorjaar van 1853 wendde dr. A.J.D. Steenstra Toussaint, lid van die familie, zich tot het gouvernement en zei dat hij het voornemen had om zijn etablissement te Gadok, op het landgoed Tjikoppo (Buitenzorg) zodanig te veranderen en te vergroten dat het geschikt zou worden tot de opname en verpleging van een groot aantal particuliere zieken en reconvalescenten. Hij had de daartoe benodigde fondsen bijeen weten te krijgen, en mocht deze som tekortschieten, dan wilde hij de dan nog benodigde som voorschieten uit eigen middelen. Hij gaf daarbij tevens aan dat hij aan het hoofd van deze onderneming op Java een tot de praktijk toegelaten geneesheer wenste te zien. Het verzoek van Steenstra Toussaint werd ingewilligd, dan voorlopig voor de periode van twee jaar.
In november 1874 werden de huurrechten van dit gezondheidsetablissement "Gadok", na de dood van de toenmalige huurder, dr. P. Alting Mees (1825-1874), verkocht. Er kon geboden worden (alleen door artsen), en diegene die het hoogste bod deed werd de bevoegdheid toegezegd om voor een nadere termijn van ten minste vijf jaar van de eigenaren van het land Tjicoppo eerder genoemd etablissement te huren. Het landgoed was ook nog later gedurende vele jaren in handen van de familie totdat J.R. Couperus zijn bezit in juli 1883 verkocht via de Nederlands-Indische Handelsbank te Batavia. In 1893 kwam het landgoed opnieuw in andere handen, toen een nieuwe verkoop werd geregeld door de Factorij der Nederlandse Handelsmaatschappij te Batavia en het bestuur van het Civiel Weduwen- en Wezenfonds, die eigenaar was. Er werd bij deze verkoop echter een groot verlies geleden: ware het niet dat een betrekkelijk groot bedrag moest worden afgeschreven voor geleden verlies bij de verkoop van de eigendommen van het fonds (Weduwen en Wezenfonds) en in het bijzonder van het particuliere land Tjicoppo meldde het jaarverslag van het Weduwen- en Wezenfonds. Het landgoed Tjicoppo bleef nog in particuliere handen tot de Japanse bezetting van Nederlands-Indië.

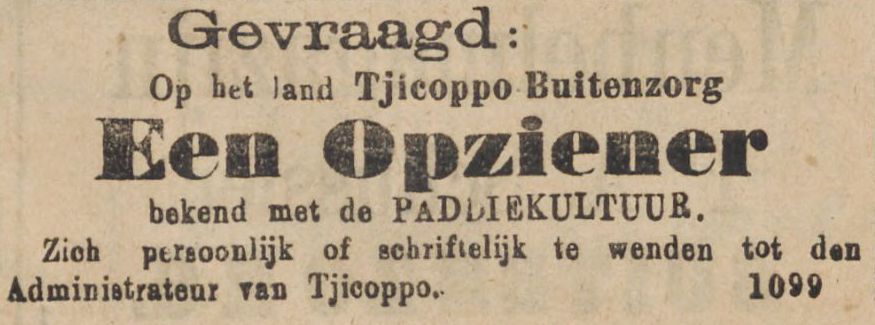
Advertentie voor een opziener op Tjicoppo
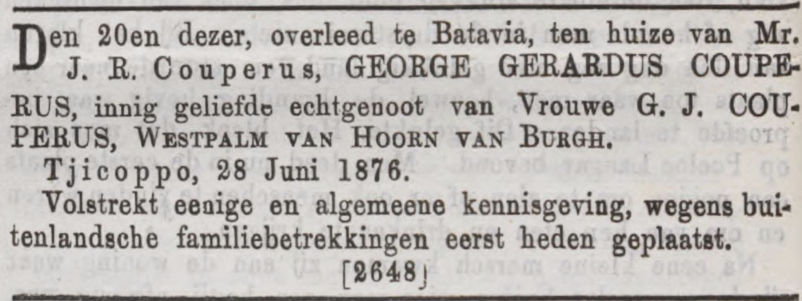
Overlijden van George Gerardus Couperus op Tjicoppo
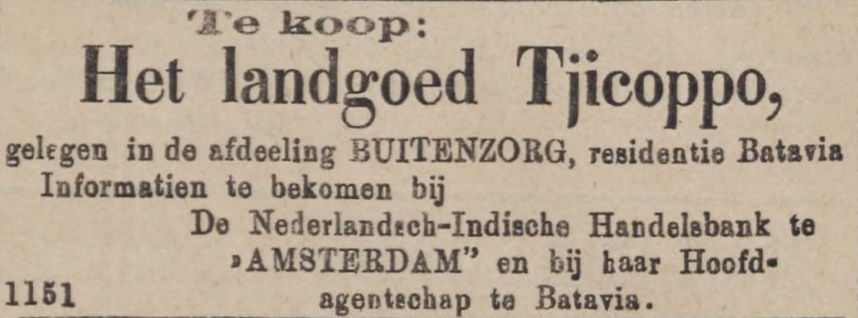
Verkoop Tjicoppo door J.R. Couperus